# Stegastein
Stegastein je vyhlídková plošina nad obcí Aurland v norském kraji Sogn a Fjordane s výhledem na fjord Aurlandsfjorden. Nachází se u silnice Fylkesvei 243, která do dokončení Lærdalského tunelu sloužila jako hlavní dopravní spojnice mezi obcemi Aurland a Lærdal. 
Plošina vznikla podle návrhu norských architektů Todda Saunderse a Tommie Wilhelmsena; stavba byla dokončena na podzim roku 2005 a otevřena v červnu 2006. Celková délka plošiny činí 31 m, šířka 3,3 m a maximální výška nad úbočím je 13 m. Materiálem použitým při výstavbě bylo borovicové dřevo.
Cesta Fylkesvei 243 je spolu se Stegasteinom zapsána jako Aurlandsfjellet v seznamu Národních turistických tras (Nasjonale turistveger) spravovaných Norskou státní správou silnic (Statens vegvesen) .